# Hydrochoerus isthmius
Chuột lang nước nhỏ (danh pháp hai phần: Hydrochoerus isthmius) là một loài động vật có vú trong họ Caviidae, bộ Gặm nhấm. Loài này được Goldman mô tả năm 1912.
Loài này được tìm thấy ở miền đông Panama, tây bắc Colombia và miền tây Venezuela. Nó đã được công nhận là một phân loài riêng biệt của capybara vào năm 1912, và đã được nâng lên thành trạng thái loài vào năm 1991. Nó sinh sản quanh năm, với một kích cỡ trung bình là 3.5. Cá thể có thể là ban ngày hoặc đêm và đơn độc hoặc xã hội tùy thuộc vào mùa, môi trường sống và áp lực săn bắn. [1] Loài này được báo cáo là phổ biến ở Panama nhưng hiếm ở Venezuela. Nó đang bị đe doạ bởi săn bắn tự cung tự cấp, sự tàn phá của các khu rừng trong hồ và thoát nước đầm lầy, đặc biệt là việc thoát nước đầm lầy của sông Magdalena. Karyotype của nó có 2n = 64 và FN = 104. 